# Ардашир І

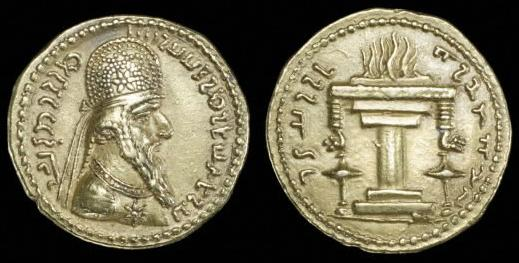
Золота монета Ардашира І

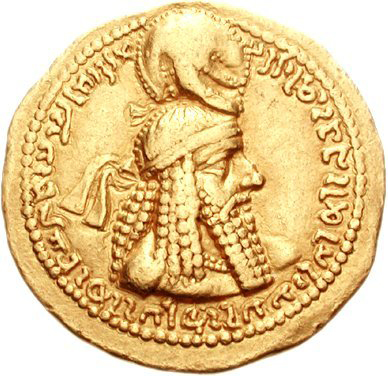
Золота монета Ардашира І

Ардашир І (180-241) — шахиншах Персії в 226-241 роках, засновник династії Сасанідів.

## Біографія

### Боротьба за владу
Ардашир був сином Папака, онуком Сасана, який був володарем Дарабського князівства у Парсі. На той час Парфянська держава фактично розпалася на декілька держав. Централізоване керування в країні династією Аршакідів фактично було втрачено. В багатьох областях сиділи напівнезалежні володарі, яких називали катак-хватаями («володарями будинків»), або шахами (царями), представник Аршакідів мав титул шахіншаха (царя царів). Боротьбу за владу розпочав ще Папак. Він зумів захопити владу у Парсі, скинувши колишнього царя Гочіхра. Після смерті Папака новим царем Парса став його старший син Шапур. Проте у 208 році Ардашир розбив військові сили Шапура та захопив владу у Парсі.
Після цього зусилля Ардашира були спрямовані на об'єднання Ірану. У 208-211 роках він підкорив Керман, Елам, Ісфаган, Сузіану, Мецену. Тим самим Ардашир суттєво розширив свою державу, зробивши значний крок на захоплення влади у всьому Ірані.
Відновити свій вплив спробував представник Парфянської держави — цар царів Артабан IV. У 226 році він розпочав війну з Ардаширом. В цьому ж році Ардашир двічі наніс поразку парфянським військам, але потуга у Парфії ще залишилася. Нарешті у Хормозґанській долині (поблизу сучасного Бендер-Аббаса) війська Ардашира вщент розбили армію Артабана IV, який загинув у бою.

### Зовнішня політика

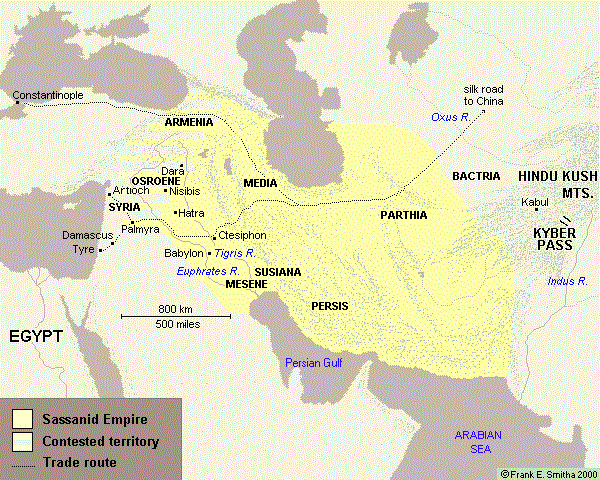
Володіння Ардашира I

У 226 Ардашира оголошують новим царем царів Ірану, першим з династії Сасанідів. Після цього Ардашир підкорив Сістан, Ґорґан, Хорасан, Маргіану, Балх, Хорезм, Бахрейн й Мосул. У 227—228 підкорив терен власне Парфії, одержавши перемогу над Артабаном V. Окрім того Мекран та Туран визнали себе васалами нової Перської держави.
Після цього успіху Ардашир I спрямував свої сили на захоплення Кавказу та Малої Азії. У 230-232 він вів запеклі війни з Римською імперією, але невдало. Ардашир не зміг захопити важливе місто на річці Тигр — Нісібіс. Також вторгнення перських військ у Сирію та Каппадокію отримало відсіч з боку римських військ на чолі з імператором Александром Севером.
У 239-240 розпочав нову війну з Римом. Цього разу перські сили зуміли оволодіти північним Межиріччям, зокрема територією Хартлі, містами Нусайбін та Каррами, а також Вірменією та Адіабеною. Водночас Римська імперія зуміла зберегти під своїм контролем землі Осроени.

### Внутрішня політика
Ставши володарем Ірану, Ардашир I зробив своєю столицею Ктесіфон, відбудував старовинне місто Селевкію-на-Тигрі, назвавши її Ве-Ардашир. У державі Сасанідів офіційно існував розподіл між Іраном (Ераншахр) та ні-Іран (Ан-Іран). Разом з тим Ардашир зробив багато для об'єднання цих частин у єдину державу. З'являється єдина мова, яка була створена на основі середньоперської (пахлаві). Ардашир спрямував свої кроки на витіснення з офіційних документів місцевих, грецької й арамейської мов. Єдиною мовою видавалися накази, велися перемовини, вона стала мовою міжнаціонального спілкування.
В релігійному житті Ардашир I продовжував політику парфянських царів, які спиралися на зороастризм. Крім того, Ардашир I переслідував християн, вбачаючи в них прихильників Римської імперії, осередок можливої опозиції проти своєї влади.
Водночас Ардашир I створив сильну централізовану державу на відміну від попередньої Парфянської. На чолі областей він поставив своїх родичів та синів. Старшого сина й спадкоємця — Шапура — Ардашир — коронував своїм співволодарем ще при житті — у 240 році. До 242 року Ардашир I вів численні війни на розширення Перської держави.